# Liste von katholischen Theologen, denen die Lehrerlaubnis entzogen wurde
In der römisch-katholischen Kirche benötigen Priester, Professoren und Religionslehrer die „Missio canonica“ genannte Lehrerlaubnis. Diese kann, meist bei Lehrstreitigkeiten, durch den zuständigen Bischof entzogen werden. 
Die Liste führt Theologen auf, denen die Lehrerlaubnis entzogen oder auf Anfrage gar nicht erst erteilt wurde. Dies ist entweder im Artikel zur Person vermerkt oder per Referenz belegt.
| Person                      | Amt                                     | Jahr          | Gründe |
| --------------------------- | --------------------------------------- | ------------- | --- |
| Johann Heinrich Achterfeld  | Professor                               | 1843          | wegen Unterstützung des Hermesianismus |
| Klaus Arntz                 | Professor                               | 2012          | wegen Suspendierung vom Priesteramt nach Heirat |
| Anton Aschenbrenner         | Priester                                | 2003          | wegen Suspendierung vom Priesteramt nach Heirat |
| Johann Baptista Baltzer     | Professor                               | 1860          | wegen Unterstützung Anton Günthers |
| Wolfgang Bartholomäus       | Professor                               | 1988          | wegen Suspendierung vom Priesteramt nach Heirat |
| David Berger                | Religionslehrer                         | 2011          | wegen Nichtübereinstimmung in Lehre und Lebensführung mit der Lehre der Kirche (in erster Linie wegen offen gelebter Homosexualität)                                  |
| Franz Bittner               | Professor                               | 1860          | wegen Unterstützung Johann Baltzers und Vertretens „häresienaher Positionen“                                                                                          |
| Johann Braun                | Professor                               | 1843          | wegen Unterstützung des Hermesianismus |
| Clodovis Boff               | Professor                               | 1984          | wegen Unterstützung der Befreiungstheologie |
| Leonardo Boff               | Professor                               | 1982          | wegen Unterstützung der Befreiungstheologie |
| Michael Bongardt            | Professor                               | ca. 2003      | wegen Niederlegung des Priesteramts |
| Ernesto Buonaiuti           | Professor                               | 1924          | nach mehrmaliger Exkommunikation, zuletzt aufgrund der Veröffentlichung seines Buches Verso la luce                                                                   |
| Magdalena Bussmann          | Theologin                               | 1985          | wegen fortgesetzten Verstoßes gegen die kirchliche Lehre |
| Ernesto Cardenal            | Priester                                | 1985          | wegen politischer Tätigkeit in der Sandinistischen Nationalen Befreiungsfront                                                                                         |
| Marie-Dominique Chenu       | Priester                                | 1954          | wegen Abweichungen von der katholischen Lehre, nach Indizierung seiner Schrift Le Saulchoir, une école de théologie                                                   |
| Yves Congar                 | Dozent                                  | 1954          | vorübergehend (bis 1956) wegen Unterstützung der Arbeiterpriester, später Kardinal                                                                                    |
| Jorge Costadoat Carrasco    | Professor                               | 2015          | wegen angeblicher Abweichungen von der katholischen Lehre |
| Charles Curran              | Professor                               | 1986          | wegen seiner Auffassung zur Sexuallehre |
| Georg Denzler               | Professor                               | 1973          | wegen Suspendierung vom Priesteramt nach Heirat |
| Ignaz von Döllinger         | Professor                               | 1871          | wegen Ablehnung der Beschlüsse des ersten vatikanischen Konzils |
| Eugen Drewermann            | Privatdozent und Priester               | 1991 und 1992 | wegen seiner tiefenpsychologischen Auslegung der Bibel und der Dogmen sowie seiner Forderung, tragische Situationen in der Moraltheologie anzuerkennen                |
| Peter Joseph Elvenich       | Professor                               | 1843          | wegen Unterstützung des Hermesianismus |
| Leonhard Fendt              | Professor                               | 1915          | wegen Konversion zur evangelischen Kirche |
| Michael Fesl                | Priester                                | ca. 1820      | Anklage wegen Hochverrat; siehe Josef Franz Hurdálek |
| Ignaz Aurelius Feßler       | Professor                               | ca. 1791      | wegen Übertritts zur evangelischen Kirche |
| Werner Fischer              | Religionslehrer                         | 1980          | wegen Ablehnung der Kindertaufe |
| Johannes Friedrich          | Professor                               | 1871          | wegen Ablehnung der Beschlüsse des ersten vatikanischen Konzils |
| Matthew Fox                 | Professor                               | 1988          | wegen umstrittener Lehraussagen |
| Roger Haight                | Professor                               | 2009          | wegen „ernsthafter Lehrirrtümer“ in Bezug auf die Gottheit und Mittlerschaft Christi und die Dreifaltigkeit in seinem Buch Jesus – Symbol of God                      |
| Hubertus Halbfas            | Professor                               | ca. 1980      | wegen des Buchs Über Wasser wandeln |
| Gotthold Hasenhüttl         | Professor                               | 2006          | wegen Interzelebration und Verstoßes gegen die kirchliche Ordnung |
| Bianka Hering               | Religionslehrerin                       | 2003          | wegen Eingehung einer gleichgeschlechtlichen Lebenspartnerschaft |
| Horst Herrmann              | Professor                               | 1975          | wegen Lehrauseinandersetzungen, vor allem in Sachen „Stiftung der katholischen Kirche durch Jesus von Nazareth“                                                       |
| Eduard Herzog               | Professor                               | 1872          | wegen Ablehnung der Beschlüsse des ersten vatikanischen Konzils |
| Bernhard Josef Hilgers      | Professor                               | 1870          | wegen Ablehnung der Beschlüsse des ersten vatikanischen Konzils |
| Philipp Hille               | Professor                               | 1902          | wegen „der Heranziehung der sozialen Frage in die Morallehre“ |
| Franz Hirschwälder          | Professor                               | 1872          | wegen Ablehnung der Beschlüsse des ersten vatikanischen Konzils |
| Adolf Holl                  | Dozent                                  | 1973          | wegen Abweichungen von der katholischen Lehre in Bezug auf die Gottessohnschaft Jesu Christi in dem Buch Jesus in schlechter Gesellschaft                             |
| Werner Hörmann              |                                         | 1979          | wegen schwerwiegender Verstöße gegen die priesterlichen Verpflichtungen                                                                                               |
| Gisela Hütten               | Religionslehrerin                       | 2013          | wegen Heirat nach Scheidung |
| Josef Imbach                | Professor                               | 2002          | mit dem Vorwurf „das Lehramt der Kirche abzulehnen, die Evangelien lediglich als katechetische Erzählungen zu betrachten und die Möglichkeit von Wundern zu leugnen“  |
| Franz Jetzinger             | Professor                               | 1921          | wegen Unterstützung der österreichischen Sozialdemokratie |
| August Jilek                | Professor                               | 2004          | wegen kircheninterner Kritik |
| Thomas Kirsch               | Pfarrer                                 | 2005          | wegen Suspendierung vom Priesteramt nach Heirat |
| Hans Küng                   | Professor                               | 1979          | wegen „Abweichungen von der katholischen Lehre“ |
| Joseph Langen               | Professor                               | 1871          | wegen Ablehnung der Beschlüsse des ersten vatikanischen Konzils |
| Michael Lattke              |                                         | 1980          | wegen Ablehnung der Kindertaufe |
| Kaspar Laukemper            | Religionslehrer                         | 1937          | Nationalsozialist, wegen antikirchlicher Reden |
| Rupert Lay                  | Professor                               | 1996          | besonders wegen des Buchs Nachkirchliches Christentum |
| Alfred Loisy                | Professor                               | 1896          | als französischer Vertreter des sogenannten Modernismus |
| Hyacinthe Loyson            | Professor                               | 1869          | |
| Anton Lutterbeck            | Professor                               | 1870          | wegen Ablehnung der Beschlüsse des ersten vatikanischen Konzils |
| Christine Mayr-Lumetzberger | Religionslehrerin                       | 1982          | wegen Heirat eines geschiedenen Mannes |
| Andreas Menzel              | Professor                               | 1870          | wegen Ablehnung der Beschlüsse des ersten vatikanischen Konzils |
| Friedrich Michelis          | Professor                               | ca. 1864      | wegen Unterstützung des Altkatholizismus |
| Heinrich Missalla           | Professor                               | ca. 1996      | wegen Heirat |
| Hubertus Mynarek            | Professor                               | 1972          | wegen Kritik des Zölibats und Heirat |
| Thomas Niederbühl           | Religionslehrer                         | 1990          | wegen Engagement in der Schwulenbewegung |
| Otto Hermann Pesch          | Professor                               | ca. 1970      | wegen Heirat |
| Stephan Pfürtner            | Professor                               | 1974          | wegen seiner Auffassung zur Morallehre |
| Peter Priller               | Priester, Soziologe, Universitätsdozent | 1996          | öffentliches Bekenntnis zu einer gleichgeschlechtlichen Partnerschaft, später Übertritt zur alt-katholischen Kirche                                                   |
| Regina Ammicht Quinn        | Theologin, Dozentin                     | 2010, 2013    | bei mehreren Berufungsverfahren wurde das dafür nötige kirchliche nihil obstat verweigert                                                                             |
| Ida Raming                  | Religionslehrerin                       | 2002          | wegen Weihe zur Priesterin |
| Uta Ranke-Heinemann         | Professorin                             | 1987          | wegen Ablehnung des Dogmas der Jungfrauengeburt |
| Joseph Hubert Reinkens      | Professor                               | 1870          | wegen Ablehnung der Beschlüsse des ersten vatikanischen Konzils |
| Hermann Reifenberg          | Professor                               | 1979          | wegen Heirat |
| Franz Heinrich Reusch       | Professor                               | ca. 1870      | wegen Ablehnung der Beschlüsse des ersten vatikanischen Konzils |
| Maksymilian Rode            | Professor                               | 1956          | wegen Heirat |
| August Rohling              | Professor                               | 1899          | wegen Antisemitismus |
| Johann Joseph Rosenbaum     | Professor                               | 1842          | wegen Unterstützung des Hermesianismus |
| Franz Sabo                  | Priester                                | 2005          | vorübergehend bis 2008 |
| Maximilian von Sachsen      | Professor                               | 1910          | wegen Eintretens für die Einheit von Ost- und Westkirche |
| Adalbert Sanda              | Professor                               | 1931          | [ 27 ] |
| Friedrich Schmidtke         | Dozent                                  | 1934          | Wegen seines Buchs „Die Einwanderung Israels in Kanaan“ |
| Perry Schmidt-Leukel        | Professor                               | ca. 2000      | als Vertreter der pluralistischen Religionstheologie |
| Joseph Schnitzer            | Professor                               | 1908          | als Anhänger des sogenannten Modernismus |
| Heinrich Schreiber          | Professor                               | 1845          | wegen Konversion zum Deutschkatholizismus |
| Michael Schulz              | Professor                               | 2009          | wegen Zölibatsverstoß |
| Franz Schupp                | Professor                               | 1974          | Nach heftigem Konflikt wegen der angeblich „aktualistischen“ Ausrichtung seines Denkens                                                                               |
| Harald Schweizer            | Professor                               | 1989          | wegen Heirat |
| Friedrich Spee              | Professor                               | 1631          | aufgrund starker Widerstände im Orden gegen seine Lehrinhalte |
| Fridolin Stier              | Professor                               | ca. 1940      | Wegen Bekenntnis zu seiner Tochter |
| Joseph Turmel               | Professor                               | 1893          | Als Vertreter des sogenannten Modernismus, 1893 suspendiert, 1930 exkommuniziert                                                                                      |
| Camilo Torres               | Dozent                                  | ca. 1965      | wegen Unterstützung der Befreiungstheologie |
| Werner Tzscheetzsch         | Professor                               | 2009          | wegen der eigenen Aussage, dass er „den kirchlichen Erwartungen an einen Hochschullehrer der katholischen Theologie“ nicht mehr entsprechen könne                     |
| Johann Baptist Walz         | Professor                               | ca. 1950      | wegen Unterstützung der Heroldsbacher Marienerscheinungen |
| Theodor Weber               | Professor                               | 1872          | wegen Ablehnung der Beschlüsse des ersten vatikanischen Konzils |
| Paul Winkler                | Religionslehrer                         | 2005          | 0 |
| Eduard Winter               | Professor                               | 1940          | Nationalsozialist und Heirat |
| Joseph Wittig               | Priester, Professor                     | 1926–1946     | wegen dauerhaften Verstoßes gegen die kirchliche Lehre, unter anderem die Lehre zum Bußsakrament, in den veröffentlichten Werken, aus dem die Exkommunikation folgte. |
| Václav Wolf                 | Priester, Professor, Dekan              | 2002          | wegen unzeitgemäßer Führung der katholischen Fakultät 0 |
| Paul Wollmann               | Religionslehrer                         | 1870          | 0 |